# 城北街道 (梧州市)
城北街道是中华人民共和国广西壮族自治区梧州市万秀区下辖的一个乡镇级行政单位。

## 行政区划
城北街道下辖以下地区：
桂北社区、桂江社区、华机社区、钱鉴社区、百花社区和白云社区。